# نادية عودة
نادية عودة (12 ديسمبر 1978 -)، ممثلة أردنية من أصل فلسطيني. ولدت في لبنان. 

## عن حياتها
بدأت العمل الفني كممثلة بسن صغيرة وكانت بدايتها كانت عندما أخذت دروس الدراما مع الفنانة جولييت عواد، ووقفت أمام الكاميرا للمرة الأولى قدمت فيها سهرة تلفزيونية بعنوان «الهاربة إلى النور» حيث مثلت دور طفلة صغيرة يريد أهلها إخراجها من المدرسة ومن هذا العمل بدأت بمواصلة التمثيل بأدوار صغيرة أو ثانوية، وظهر نجاحها بمشاركتها بدور في مسلسل «آخر الفرسان» عام 2002.

### الدراسة
في فترة الدراسة كانت تشارك في مسرح المدرسة وأخذ دروس في الدراما، وحين تخرجت من المدرسة أرادت متابعة دراستها في هذا المجال فالتحقت في «كلية الفن الإعلام وإخراج مسرحي» في الجامعة اللبنانية الأميركية في بيروت.

## أعمالها
| الأسم                         | النوع     | السنة | الدور            |
| ----------------------------- | --------- | ----- | ---------------- |
| في ميل (ج2)                   | مسلسل     | 2013  |                  |
| على مد البصر                  | فيلم      | 2012  | ليلى             |
| الحسن والحسين                 | مسلسل     | 2011  | فاختة بنت قرظة   |
| المرقاب                       | مسلسل     | 2010  |                  |
| سقوط الخلافة                  | مسلسل     | 2010  | نازك             |
| أنا و إخوتي (ج3)              | مسلسل     | 2009  |                  |
| صدق وعده                      | مسلسل     | 2009  | هند بنت عتبة     |
| فنجان الدم                    | مسلسل     | 2009  |                  |
| مخاوي الذيب                   | مسلسل     | 2009  |                  |
| الرحيل                        | مسلسل     | 2008  | روزه             |
| القدس أولى القبلتين           | مسلسل     | 2008  |                  |
| أهل الغرام (ج2)               | مسلسل     | 2008  |                  |
| صراع على الرمال               | مسلسل     | 2008  | سلمى             |
| يوم ممطر آخر                  | مسلسل     | 2008  | رفيف             |
| الاجتياح                      | مسلسل     | 2007  | منى              |
| سلطانة                        | مسلسل     | 2007  |                  |
| عنترة                         | مسلسل     | 2007  | زبيبة            |
| أبناء الرشيد: الأمين والمأمون | مسلسل     | 2007  | العزيزة بنت حيان |
| رأس غليص ج1                   | مسلسل     | 2006  | نزيلة            |
| شمس ونهار                     | مسلسل     | 2006  |                  |
| مدرسة الاستاذ بهجت            | مسلسل     | 2006  |                  |
| الطريق الوعر                  | مسلسل     | 2005  |                  |
| الطوفان                       | مسلسل     | 2004  |                  |
| آخر الفرسان                   | مسلسل     | 2002  | مروة             |
| امرؤ القيس: الثأر المر        | مسلسل     | 2002  |                  |
| بقايا رماد                    | مسلسل     | 2002  |                  |
| الطيور العارية                | فيلم قصير |       |                  |

## روابط خارجية
- نادية عودة على موقع قاعدة بيانات الأفلام العربية